# 윤상철 (1954년)
윤상철(尹尙喆, 1954년 5월 1일 ~ )은 대한민국의 제3·4대 경상남도 함안군의원이다.

## 학력
- 이령초등학교 졸업
- 칠원중학교 졸업
- 칠원고등학교 졸업
- 경남대학 병설산업전문학교 원예과 학사 졸업
- 진주산업대학교 원예학과 졸업
- 진주경상대학교 대학원 응용생명과학부 석사 2년 수료

## 경력
- 청소년 지도자
- 4-H 지도자
- 함안군 지정 4-H 훈련농장주
- 함안군 선도농가
- 함안군 농민후계자 연합회 회장
- 경상남도연합회 부회장
- 경상남도연합회 감사
- 칠북청년회 사무국장
- 칠북청년회 부회장
- 칠북청년회 회장
- 칠북면 새마을지도자 회장
- 함양군 협의회 감사
- 새농민기술대학 창녕군 농협지도자 교육원 강사
- 경남 농업경영기술지원단 감사
- 한국농업전문학교 현장지도 교수
- 1998.07 ~ 2002.06 제3대 경상남도 함안군의회 의원
- 1998.07 ~ 2000.07 제3대 경상남도 함안군의회 전반기 조례심사특별위원회 위원
- 1998.07 ~ 2000.07 제3대 경상남도 함안군의회 전반기 예산결산특별위원회 위원장
- 2000.07 ~ 2002.06 제3대 경상남도 함안군의회 후반기 조례심사특별위원회 위원장
- 2000.07 ~ 2002.06 제3대 경상남도 함안군의회 후반기 예산결산특별위원회 위원
- 2002.07 ~ 2006.06 제4대 경상남도 함안군의회 의원
- 2002.07 ~ 2004.07 제4대 경상남도 함안군의회 전반기 조례심사특별위원회 위원
- 2002.07 ~ 2004.07 제4대 경상남도 함안군의회 전반기 예산결산특별위원회 위원
- 2004.07 ~ 2006.06 제4대 경상남도 함안군의회 후반기 조례심사특별위원회 위원
- 2004.07 ~ 2006.06 제4대 경상남도 함안군의회 후반기 예산결산특별위원회 위원
- 이령초등학교 총동창회 회장
- 칠원중학교 총동창회 회장
- 칠원고등학교 총동창회 회장
- (재)함안 경상대학교 동문회 회장
- (사)전국새농민회 제11·12대 경남도회장
- (사)전국새농민회 중앙이사
- 함안군 동부로타리클럽회장
- 함안군 배구협회
- 함안군 생활체육회 이사
- 함안군 족구협회
- 칠북조기회 고문
- 함안군 연합회 회장
- 함안군 농업경영인연합회 회장
- 새마을지도자 이장
- 새마을지도자 개발위원장
- 함안군 농정심의회 위원
- 함안군 복지협의회 위원
- 함안군 건축위원회 위원
- 함안군 교육경비보조금 심의위원회 위원
- 함안칠북 3.1독립기념회 (3.9연개장터만세) 회장
- 한나라당 연락소장
- 한나라당 부위원장
- 국제로타리 3720지구 제13지역 총재 지역대표
- 박정희 대통령 정신문화 선양회 경남본부장
- 함안군 농촌지도자연합회 감사
- 함안군 포도연구회 회장
- 한국 감연구회 이사
- 함안군 단감연구회장

## 수상
- 1992 대통령 표창
- 1992 새농민상 본상수상
- 1994 일하는 보람상

## 역대 선거 결과
|  | 65.04% |

|  | 0% |

|  | 14.88% |

|  | 24.46% |